# ブルサハイ
ブルサハイ (満文：ᠪᡠᡵᠰᠠᡥᠠᡳ, 転写：bursahai, 漢文：布爾薩海) は、清代女真人。ホド･ムハリャン地方ヘシェリ氏。康熙朝四大臣の一人ソニンや康熙帝正室孝誠仁皇后などを輩出したドゥインゲ地方ヘシェリ氏とは血族にあたる。

## 略歴
正紅旗人。清順治元年 (＝明崇禎17年：1644)、順王・李自成により明の首都・北京が陥落すると、清軍は明から寝返った呉三桂の手引きで山海関を越え、北京の李自成を征討した。ブルサハイは護軍校として従軍し、山海関を越えて李自成率いる流賊を撃攘した。
清朝の北京奠都後には、武功により半箇牛彔章京ホントホ･ニルイ･ジャンギン(後の拖沙喇哈番トゥワシャラ･ハファン) の世襲職に叙勲され、さらに三度の恩賞を経て三等阿達哈哈番アダハ･ハファン(後の三等輕車都尉)に昇格した。兵部侍郎、メイレンイ･ジャンギン (後の副都統)を歴任した。
歿後、子リョリブが襲職したが、リョリブの死後、恩賞による加増分が削られ、リョリブの孫・林助御リンジュイュが拖沙喇･哈番トゥワシャラ･ハファン(後の雲騎尉)を承襲した。

## 族譜
＊　以下の系図は基本的に『八旗滿洲氏族通譜』巻9に拠り、その外の文献に拠ったところ、及び特記事項にのみ脚註を附した。尚、丸括弧 (　) 内の人名は、漢文表記は同巻漢文版に、満洲語の転写表記は同巻満文版に拠った。
-----
系図
ムフル (穆瑚禄muhūlu)：都督。ドゥインゲ地方から後に白河、ハダ･グルンへ遷居。
- 長子・フシムブル (瑚新布禄hūsimbulu)
- 次子・ダンチュ (丹楚dancu)
- 三子・ダジュ (達柱daju)
- 四子・ダイムブル (岱音布禄daimbulu)
- 五子・アイムブル (阿音布禄aimbulu)
  - 孫不詳
    - 曾孫不詳
      - 玄孫不詳
        - 来孫父不詳・バインダリ (拜音達理baindari)：アイムブル玄孫。正紅旗人。ジャルグチ[注 3]。佐領ニルイ･ジャンギン[注 4]。
          - 昆孫・ブヤン (布顔buyan)：バインダリ長子。議政大臣、護軍統領を歴任、長史を兼任。
          - 昆孫・ブルサハイ (布爾薩海bursahai)：バインダリ次子。
            - 仍孫・リョリブ (留禮布liolibu)：ブルサハイ子。
              - 雲孫不詳
                - 八世孫父不詳・林助御[注 5](リンジュイュlinjuioi)：リョリブ孫。副都統メイレンイ･ジャンギン[7]。

            - 仍孫・エセンタイ (額森泰esentai)：ブルサハイ子。員外郎。佐領ニルイ･ジャンギン。
              - 雲孫不詳
                - 八世孫父不詳・ヒデシェン (希德愼hidešen)：ブルサハイ曾孫。盛京ムクデン工部侍郎。
                - 八世孫父不詳・リョシリョ (六十六liošilio)：ブルサハイ曾孫。防禦。
                  - 九世孫父不詳・ギガムブ (吉安布gigambu)：ブルサハイ玄孫。御史[11]。
                  - 九世孫父不詳・ベタイ (白泰betai)：ブルサハイ玄孫。頭等護衛。
                  - 九世孫父不詳・ヘタイ (赫泰hetai)：ブルサハイ玄孫。内閣侍読。
                  - 九世孫父不詳・ユンタイ (永泰yungtai)：ブルサハイ玄孫。中書。
                  - 九世孫父不詳・マンタイ (滿泰mantai)：ブルサハイ玄孫。六品官。
                  - 九世孫父不詳・ニンタイ (寧泰ningtai)：ブルサハイ玄孫。中書。
                  - 九世孫父不詳・キチェン (奇臣kicen)：ブルサハイ玄孫。驍騎校。

- 六子・トリンガ (拖靈阿tolingga)
- 七子・テヘネ (特赫訥tehene) → ドゥインゲ地方ヘシェリ氏。
- 八子・ガルジュ･フィヤング (噶爾住･費揚古galju fiyanggü)

## 脚註

### 典拠
1. 1 2  “ᡥᠣᡩᠣ ᠮᡠᡥᠠᠯᡳᠶᠠᠨ ᠪᠠ ᡳ ᡥᡝᡧᡝᡵᡳ ᡥᠠᠯᠠ (ᠪᡠᡵᠰᠠᡥᠠᡳ)”. ᠵᠠᡴᡡᠨ ᡤᡡᠰᠠᡳ ᠮᠠᠨᠵᡠᠰᠠᡳ ᠮᡠᡴᡡᠨ ᡥᠠᠯᠠ ᠪᡝ ᡠᡥᡝᡵᡳ ᡝᠵᡝᡥᡝ ᠪᡳᡨᡥᡝ. 9
2. 1 2 3 4 5 6 7 8  “和多穆哈連地方赫舍里氏 (布爾薩海)”. 八旗滿洲氏族通譜. 9
3. ↑  “第八 北京の四十日”. 紫禁城の栄光明・清全史. pp. 171-173. "崇禎時代になると、経費の節約から駅站を……へらしたので、多くの人夫が失業し……暴動をおこす……。……彼らは武器をもち、訓練をうけていたので、暴動を組織化し、指導的役割をはたした。……その地方は……延安のちかくで……やがて……山西省におよんだ。これを流賊という。……旗頭の高迎祥……が明軍に……殺されると、李自成がかわって闖王となり、……流賊の中心人物となった。"
4. ↑  “ᡥᠣᠨᡨᠣᡥᠣ ᠨᡳᡵᡠᡳ ᠵᠠᠩᡤᡳᠨ (hontoho nirui janggin)”. 新满汉大词典. p. 418. "半个佐领。"
5. ↑  “順治2年1月28日段3505”. 世祖章皇帝實錄. 13. "○壬子。敘克明燕京、破流賊、及克錦州・松山等處功、授……空銜章京布爾薩海……等、爲半箇牛彔章京。"
6. ↑  “ᠠᡩᠠᡥᠠ ᡥᠠᡶᠠᠨ (adaha hafan)”. 满汉大辞典. p. 34. "〈官〉轻车都尉，即三品世职，又作阿达哈哈番。"
7. 1 2  “ᠮᡝᡳᡵᡝᠨ ᡳ ᡝᠵᡝᠨ (meiren i ejen)”. 满汉大辞典. p. 750. "〈官〉梅勒额真，一六一五年编置八旗后，每固山额真下设左右梅勒额真二人以佐之，天聪八年，改梅勒额真以下额真者为章京，管梅勒者为梅勒章京，顺治十七年定梅勒章京汉名为副都统。"
8. ↑  “順治9年5月4日段5368”. 世祖章皇帝實錄. 65. "○以故……三等阿達哈哈番布爾薩海子・烈禮布……各襲職。"
9. ↑  “ᡨᡠᠸᠠᡧᠠᡵᠠ ᡥᠠᡶᠠᠨ (tuwaSara hafan)”. 满汉大辞典. p. 647. "〈官〉云骑尉，原作拖沙喇哈番，顺治八年定拖沙喇哈番为外所千总，系五品世职。"
10. ↑  “ᠵᠠᡵᡤᡡᠴᡳ (jargüci)”. 新满汉大词典. p. 855. "[名]〈官〉扎尔固齐，理事官 (职掌案件的初审)"
11. ↑  “ᠪᠠᡳᠴᠠᠮᡝ ᡨᡠᠸᠠᡵᠠ ᡥᠠᡶᠠᠨ (baicame tuwara hafan)”. 新满汉大词典. p. 62. "〈官〉监察御史 (隶属都察院掌分察百官，巡按郡县，纠视刑狱，整肃朝仪，分察六部，监仓库等)。"

### 註釈
1. ↑  参考：『八旗滿洲氏族通譜』と同様に『世祖章皇帝實錄』にも雲騎尉 (旧称：ホントホ･ニルイ･ジャンギン) の世襲職を賜わった同名の人物がみえる。[5]二人が同一人物なら、その叙勲時期は順治2年 (1645) 旧暦1月。
2. ↑  参考：『八旗滿洲氏族通譜』巻9にある「留禮布liolibu」と『世祖章皇帝實錄』にみえる「烈禮布」[8]については、同一人物か判然としないが、三等輕車都尉 (三等阿達哈哈番) を「父・布爾薩海」から承襲したという点は一致している。二人が同一人物だとすれば、ブルサハイは晩くとも順治9年 (1652) 旧暦5月には死去していたことになる。
3. ↑  参考：ジャルグチ (扎爾固齊jargüci) は蒙古語で理事官のこと。[10]
4. ↑  参考：武爵としてのニルイ･ジャンギンと八旗武官としてのニルイ･ジャンギンがあり、二つは天聡8年から順治4年にかけて全く同じ呼称が用いられた。順治4年以降、武爵としてのニルイ･ジャンギンはバイタラブレ･ハファンに改称され、さらに後に騎都尉と改称される。一方の八旗武官のニルイ･ジャンギンは佐領と改称される。
5. ↑  参考：複合母音「ioi」は現代中国語の「ü」の音を表す為に使用される為、「林助御」という名は恐らく満洲語名の漢語音写ではなく、そもそも漢語名。但し満文原文では「linjuioi」と続け書きされている為、「林lin」が漢姓か否かは不明。

## 文献

### 史書
- 愛新覚羅･弘昼, 西林覚羅･鄂尔泰, 富察･福敏, (舒穆祿氏)徐元夢『八旗滿洲氏族通譜』四庫全書, 1744 (漢文) ＊Harvard Unv. Lib.所蔵版
- 『ᠵᠠᡴᡡᠨ ᡤᡡᠰᠠᡳ ᠮᠠᠨᠵᡠᠰᠠᡳ ᠮᡠᡴᡡᠨ ᡥᠠᠯᠠ ᠪᡝ ᡠᡥᡝᡵᡳ ᡝᠵᡝᡥᡝ ᠪᡳᡨᡥᡝ』(Jakūn gūsai Manjusai mukūn hala be uheri ejehe bithe：八旗滿洲氏族通譜) 四庫全書, 1745 (満文) ＊東京大学アジア研究図書館デジタルコレクション
- 趙爾巽, 他100余名『清史稿』清史館, 民国17年(1928) (漢) ＊中華書局版

### 論文
- 松浦茂「天命年間の世職制度について」『東洋史研究』第42巻第4号、東洋史研究會、1984年3月、671-695頁、CRID 1390009224834153344、doi:10.14989/153924、hdl:2433/153924、ISSN 0386-9059。

### 工具書
- 安双成『满汉大辞典』遼寧民族出版社, 1993 (中文) ＊モンゴル諸語と満洲文語の資料検索システム
- 胡增益 (主編)『新满汉大词典』新疆人民出版社, 1994 (中文)

### Web
- 栗林均「モンゴル諸語と満洲文語の資料検索システム」東北大学

## 関聯
- ヘシェリ氏
  - ドゥインゲ地方ヘシェリ氏
  - ホド･ムハリャン地方ヘシェリ氏 (作成中)